# Terto
Tertuliano Severiano dos Santos, detto Terto (Recife, 29 dicembre 1946 – San Paolo, 9 aprile 2024), è stato un calciatore brasiliano, di ruolo ala.

## Caratteristiche tecniche
Di ruolo ala, fu un giocatore dotato di grande velocità e precisione nel tiro, finalizzando o aiutando i compagni a segnare sfruttando prevalentemente i lanci dei registi Gérson e Pedro Rocha.

## Carriera

### Club
Dopo il debutto nel Santa Cruz, si trasferì al San Paolo il 19 gennaio 1968 diventando presto un idolo, giocando 499 partite e segnando 87 reti. Vinse il Campionato Paulista per 3 volte dal 1970 al 1975. Dopo il San Paolo giocò per il Botafogo di Ribeirão Preto, al quale si trasferì il 3 novembre 1977.

## Palmarès

### Club

#### Competizioni statali
- Campionato paulista: 3

San Paolo: 1970, 1971, 1975

#### Competizioni nazionali
- Campionato brasiliano: 1

San Paolo: 1977

### Individuale
- Capocannoniere della Coppa Libertadores: 1

1974 (7 gol, a pari merito con Pedro Rocha e Fernando Morena)